# Evippa mandlaensis
Evippa mandlaensis är en spindelart som beskrevs av Gajbe 2004. Evippa mandlaensis ingår i släktet Evippa och familjen vargspindlar. Inga underarter finns listade i Catalogue of Life.